# Black Gives Way to Blue
Black Gives Way to Blue – czwarty album studyjny amerykańskiego zespołu muzycznego Alice in Chains, opublikowany 29 września 2009 nakładem wytwórni Virgin/EMI. Jest pierwszym wydawnictwem zespołu od 14 lat, a także pierwszym zarejestrowanym z nowym wokalistą Williamem DuVallem, który zastąpił zmarłego w kwietniu 2002 Layne’a Staleya. Proces nagrań trwał od października 2008 do marca 2009 w 606 Studio w Los Angeles. Produkcją zajął się Nick Raskulinecz. Płytę promowały cztery single – „A Looking in View”, „Check My Brain”, „Your Decision” i „Lesson Learned”, z czego dwa pierwsze utwory uzyskały nominacje do nagrody Grammy w kategorii Best Hard Rock Performance.
17 października album zadebiutował na 5. pozycji w zestawieniu Billboard 200, z wynikiem 126 tys. sprzedanych egzemplarzy. W lutym 2010, po przekroczeniu progu 40. tys. sprzedanych kopii, Black Gives Way to Blue uzyskał w Kanadzie certyfikat złotej płyty, który został przyznany przez organizację Music Canada (MC). W maju, uzyskawszy nakład 500 tys. egzemplarzy w Stanach Zjednoczonych, otrzymał od zrzeszenia wydawców muzyki Recording Industry Association of America (RIAA) certyfikat złotej płyty.

## Geneza

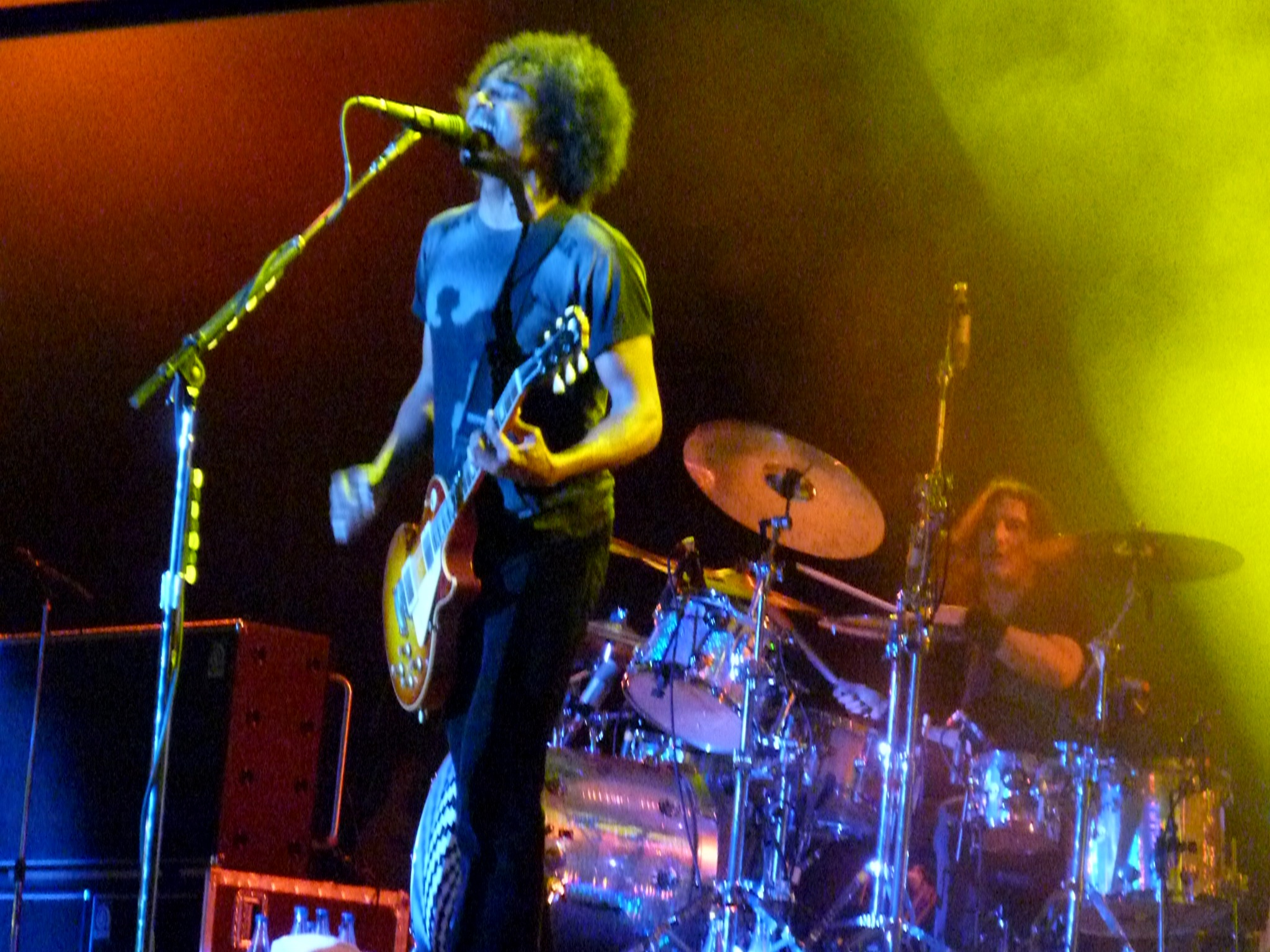
William DuVall został nowym wokalistą zespołu (2010)

5 kwietnia 2002, z powodu długoletniego uzależnienia od narkotyków, zmarł Layne Staley. Sytuacja ta spowodowała zawieszenie działalności przez Alice in Chains. Jerry Cantrell kontynuował prace nad drugim albumem solowym Degradation Trip (2002), natomiast Mike Inez i Sean Kinney zajęli się innymi projektami muzycznymi. Na początku 2005 perkusista został inicjatorem charytatywnego koncertu na rzecz ofiar tsunami na Oceanie Indyjskim. Odbył się on w Premier Nightclub w Seattle w stanie Waszyngton. Z zespołem gościnnie wystąpiło wielu zaprzyjaźnionych artystów, w tym między innymi Ann Wilson, Chris DeGarmo i Maynard James Keenan.
10 marca 2006 muzycy zagrali w Etess Arena na imprezie Decades Rock Live! zorganizowanej przez kanał VH1 Classic. Wydarzenie to było poświęcone zespołowi Heart. Na scenie grupa wspomagana była przez siostry Ann i Nancy Wilson, Phila Anselmo i Williama DuValla. Kinney w wywiadzie dla „Seattle Weekly” przyznał: „Nigdy nawet nie przeszło nam przez myśl, by zmieniać nazwę. Moglibyśmy się nazwać Leather Snake i zagrać kilka naszych utworów, a ludzie by mówili: «chłopaki z Alice in Chains grają w klubie na rogu ulicy!»”. Wkrótce po tym DuVall został nowym wokalistą. Inez, odnosząc się do tej sytuacji, przyznał: „Wybraliśmy jego, ponieważ on miał pomysł na coś swojego. Nie chciał i nawet nie próbował być kolejnym klonem Layne’a. Nie wszyscy może to wiedzą, ale on grał już z Jerrym od 10 lat, więc jego przyjęcie było dość naturalną sprawą. Nigdy nie chcieliśmy znaleźć drugiego Layne’a Staleya. On był, jest i będzie niezastąpiony. Był jednym z członków naszej rodziny i najlepszych przyjaciół. Można powiedzieć, że przyjście Williama odświeżyło trochę zespół. Nie starał się on wpasować w czyjeś buty tylko założył swoje”.
16 maja występem w Moore Theatre grupa zainaugurowała amerykańską część trasy Finish What we Started Tour. Obecny na koncercie dziennikarz Jeff Gilbert wyraził pochlebną opinię na temat DuValla. Tournée trwało do listopada i objęło ponad 80 koncertów, w trakcie których zespół występował między innymi na największych europejskich festiwalach oraz w Azji i Stanach Zjednoczonych.

## Nagrywanie

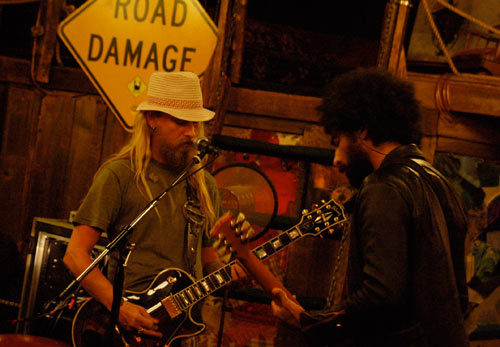
Cantrell i DuVall podczas pracy nad wersjami demo, 3 sierpnia 2008

W kwietniu 2007 blogger zespołu przyznał za pośrednictwem oficjalnej strony internetowej Alice in Chains, że w trakcie pięciodniowego pobytu w Los Angeles, muzycy odbyli trzy próby, podczas których nagrali demo. Jak stwierdził, „nowy materiał kopie po dupie”. Po zakończeniu trasy z Velvet Revolver, Cantrell od października 2007 do marca 2008 pracował nad kolejną częścią materiału. Na początku września poinformowano, że członkowie zespołu odbyli na przełomie lipca i sierpnia czterodniową sesję w sali prób na terenie północnego Hollywood.
Frontman Foo Fighters, Dave Grohl zasugerował, by sesję odbyć w należącym do jego zespołu 606 Studio w San Fernando Valley wraz z Nickiem Raskulineczem. Producent początkowo był sceptycznie nastawiony do otrzymanej propozycji współpracy. „Jak może być Alice bez Layne’a Staleya? Po poznaniu się nawzajem, zespół zagrał «Check My Brain» i natychmiast się zgodziłem”.
Sesja rozpoczęła się 23 października 2008. Podczas nagrań Raskulinecz i inżynier dźwięku Paul Figueroa koncentrowali swoją uwagę na jednym z kluczowych elementów zespołu – dźwięku gitar Cantrella. Figueroa: „Jerry zrobił cztery przejścia zgodnie z «rytmiczną» koncepcją, wykonując praktycznie tę samą ideę cztery razy oddzielnie. Spośród tych czterech przejść przesuniemy dwa w lewo i dwa w prawo, a potem zrobimy kolejne przejście na utworze, będące w centrum”. Cantrell korzystał ze wzmacniaczy gitarowych Bogner Fish Preamp, wzmacniaczy lampowych Bogner Uberschall, 1960s Orange i Vox AC30 (jego efekt tremolo został zastosowany w utworze „When the Sun Rose Again”). Muzyk wykorzystał również 30 i 100-watowe wzmacniacze i kolumny Mesa Boogie, 100-watowy Marshall, 60-watowy Marshall z głośnikiem Celestion V30s i 65-watowy Marshall JCM 800 combo z dwoma głośnikami Celestion G12-65. Cantrell nagrywał na sprawdzonych modelach gitar – używanych od czasów debiutu Facelift (1990) G&L Rampage (nazwane „Porno” i „No War”), Gibson Les Paul (57 Goldtop) i Gibson Flying V.
Do overdubbingu i rejestracji solówek Cantrell stosował model Gibson SG z wykorzystaniem wzmacniaczy Hiwatt Custom Lead 30 i Vox AC30. Raskulinecz: „Zazwyczaj były trzy wzmacniacze i cztery różne kolumny. Chcieliśmy uzyskać selekcję dla każdej ścieżki do osiągnięcia tonu, który Jerry miał w głowie, więc zastosowaliśmy proces dublowania, dokładnie ten sam dźwięk w każdym przejściu”. Falującą wieżę hałasu udało się uzyskać za pomocą techniki close-miking, czyli w sytuacji, gdzie mikrofon umieszczony jest stosunkowo blisko instrumentu lub źródła dźwięku. Do tego procesu użyto mikrofony Neumann (modele U 67 i U 47; Raskulinecz: „To mój ulubiony model mikrofonu do nagrywania gitar, ponieważ jego duża membrana daje pełną szerokość pasma dźwięku, zarówno wysokich, jak i niskich częstotliwości”), Soundelux 251 i Shure SM57 oraz dwa kondensatory lampowe Mojave MA-200 i MA-100. Zespół korzystał z przedwzmacniaczy Neve – 8058 i 31102. Raskulinecz: „Dźwięk i klarowność były kluczem (…) Jednym z powodów, dla którego nie korzystaliśmy z mikrofonów pokojowych dla ścieżek Jerry’ego był fakt, że jego wzmacniacze zostały ustawione na «oszołomienie». Z tego całego natężenia, nie potrafilibyśmy zdobyć odpowiedniej definicji”. Do zarejestrowania poszczególnych partii perkusji i gitar akustycznych, Raskulinecz i Figueroa zastosowali dwa spięte magnetofony taśmowe Studer. Kinney korzystał z modelu perkusji DW z dużymi talerzami i nadwymiarowym hi-hat. Zdecydowano się na wykorzystanie mikrofonów Audio Technica ATM 125s i AKG D 112 z przodu zestawu, i AKG 451 i 414 zamontowanych na tom-tomach. Z początkiem marca wykonano proces overdubbingu gitar i większości partii wokalnych. Figueroa: „Ta część Alice nigdy nie umarła; kiedy słuchasz tych harmonii, to tak jakbyś słyszał ducha”.
W trakcie sesji DuVall napisał utwór „Tongue Tied”, zainspirowany samobójczą śmiercią jednego ze swoich przyjaciół, lecz nie został on uwzględniony na albumie. Proces nagrań został zakończony 18 marca 2009, w dniu 43. urodzin Cantrella.

## Analiza

### Muzyka

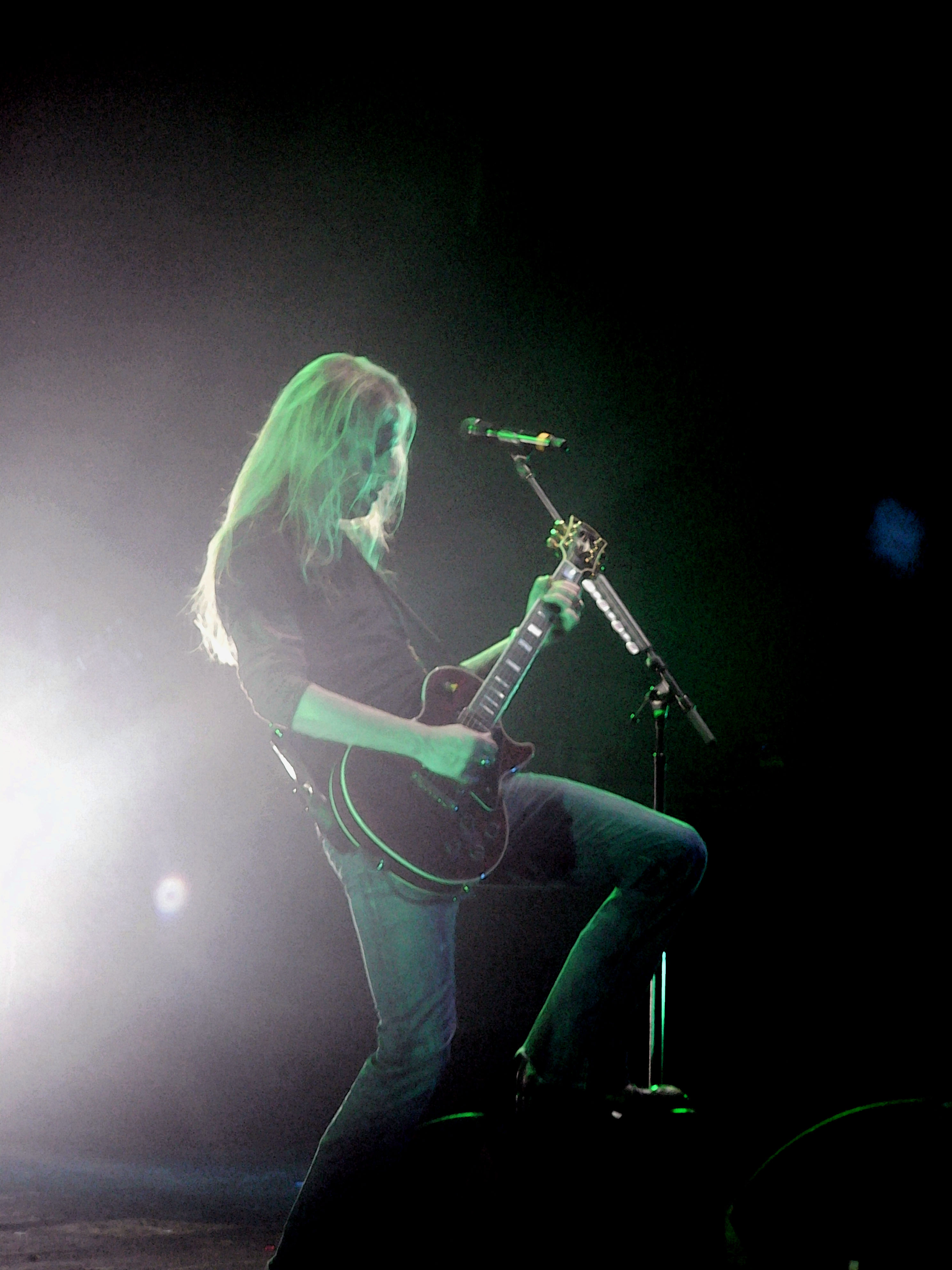
Jerry Cantrell skomponował cały materiał na album i został głównym wokalistą prowadzącym

Odnosząc się do warstwy muzycznej, Cantrell przyznał na łamach „Guitar World”: „Nigdy nie byliśmy grupą polityczną. To jest album o osobistym doświadczeniu. Jest to całkiem naturalny postęp, ale są plamy, których po prostu zmyć nie można”. Kinney podkreślił w rozmowie z tygodnikiem „Billboard”, że zespół kontynuuje tradycję gry w różnych stylach i brzmieniach, od hardrockowej natury Dirt (1992) po akustyczne rozwiązania z opublikowanego w 1994 minialbumu Jar of Flies.
Ryan Ogle z Blabbermouth.net zwrócił uwagę na melancholijny nastrój panujący w utworze „Private Hell” i bluesowy klimat „When the Sun Rose Again”. Autor podkreślił, że „Acid Bubble” stanowi „najsilniejszy i najbardziej przygnębiający fragment albumu”. W dalszej części napisał: „Chłodne melodie z obu gitar i wokali, przekraczają normalną, mroczną bryłę Alice in Chains, i docierają do nowego płaskowyżu niepewności i chaosu, zanim prosty i ciężki groove wprowadza agresję, tak rzadko słyszaną w tym zespole”. Sarah Rodman z „The Boston Globe” zaznaczyła: „Black Gives Way to Blue jest wystarczająco podobny do klasycznego, ciężkiego, lecz kontemplacyjnego brzmienia, bez konieczności wchodzenia w przerażającą lub zdesperowaną mimikę”. Siân Llewellyn z brytyjskiego Classic Rocka” podkreśliła, że „Check My Brain” przywołuje na myśl starsze dokonania grupy, a melodyjność refrenu przyrównała do „Man in the Box”. Ciężar i agresję „A Looking in View” autorka zestawiła z „Angry Chair”. W opinii Naushada Kabira z „The Cornell Daily Sun”, „Your Decision” i „When the Sun Rose Again”, ze względu na swój akustyczny akompaniament, stanowią bezpośrednie nawiązania do minialbumów Sap (1992) i Jar of Flies. Andrew Blackie z PopMatters podkreślił, że ballady „Your Decision” i „When the Sun Rose Again”, poprzez swoją delikatność, stanowią nawiązania do wcześniejszych kompozycji, takich jak „Down in a Hole”, „Nutshell” czy „Heaven Beside You”. Mikael Wood opisał płytę na łamach magazynu „Revolver” jako „gęste tkaniny ciężkich gitar i gwałtownych melodii”. Jacqui Swift z „The Sun” zwrócił uwagę na „ciężar i moc” w otwierającym „All Secrets Known”, zniekształcone partie gitar i spleciony wokal DuValla w „Check My Brain”. Bartek Koziczyński na łamach miesięcznika „Teraz Rock” wyraził pochlebną opinię o albumie: „Zakorzeniony w charakterystycznym stylu, ale współczesny, z nowymi elementami… Dobry album. Bardzo”. Autor zwrócił uwagę na fakt, że płyta stanowi przekrój wcześniejszych dokonań zespołu. „Od utworów przywodzących na myśl czas Dirt, jak pełzający, nisko strojony «Acid Bubble», czy ozdobiony spiętrzonymi harmoniami wokalnymi i riffem z charakterystyczną sekwencją akordów «Private Hell», przez prostsze, odciążone «Take Her Out», «Check My Brain», po przeczy akustyczne, jakie grupa wykonywała pod koniec pierwszego etapu kariery”.
Gościnnie w tytułowym utworze wystąpił Elton John. Muzyk entuzjastycznie wyrażał się o możliwości współpracy. „Byłem nieco zaskoczony, że Alice in Chains poprosi mnie o zrobienie czegokolwiek. Nigdy bym nie pomyślał, że zagram na ich płycie. Kiedy usłyszałem tę piosenkę, naprawdę chciałem to zrobić. Podobało mi się to, że jest taka prosta i piękna”.

### Teksty

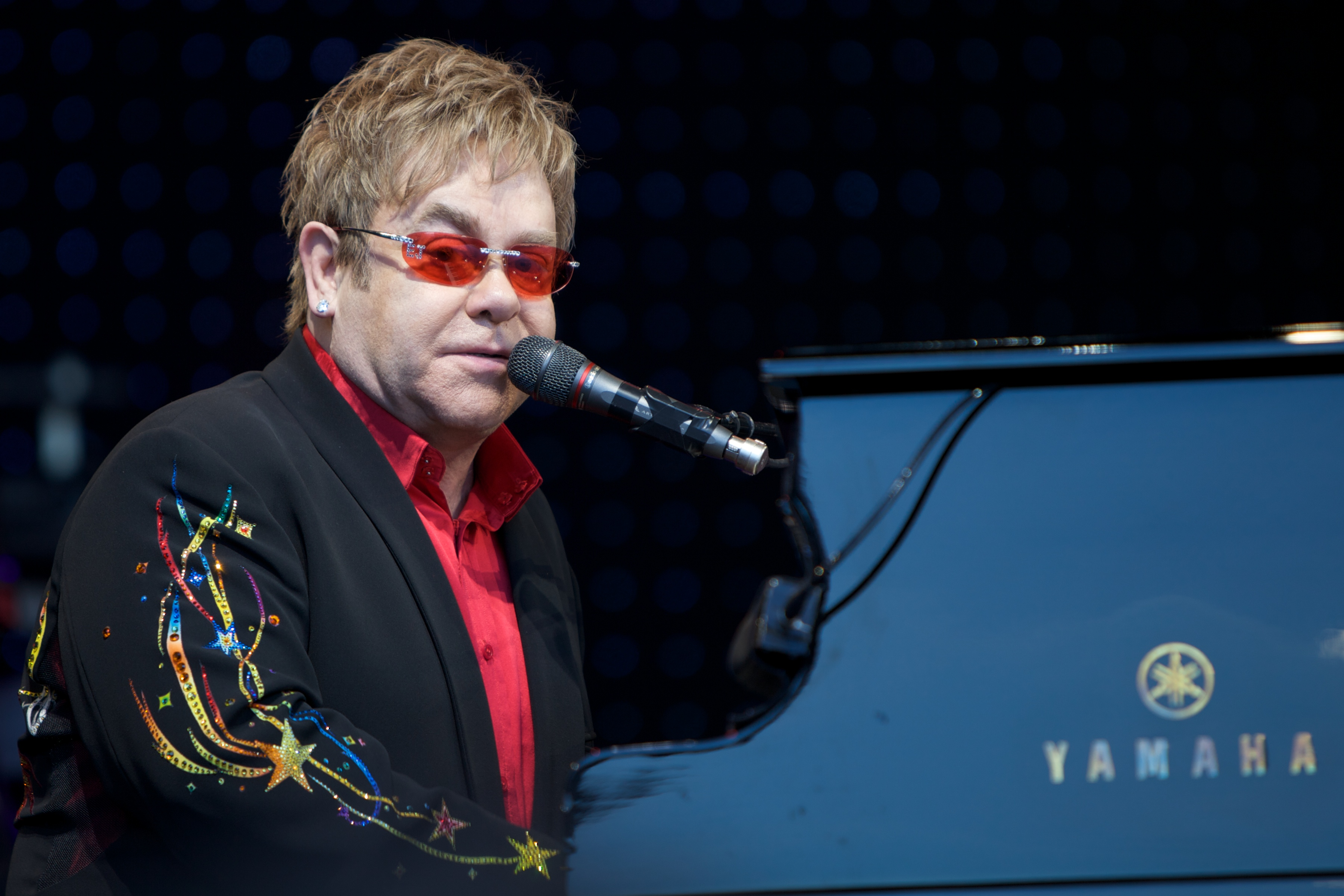
Elton John wystąpił gościnnie w tytułowym utworze, będącym hołdem dla Layne’a Staleya

Cantrell w rozmowie z „Guitar World” przyznał, że pisanie tekstów na nowy album było najcięższym wyzwaniem z jakim spotkał się do tej pory. Zaznaczył jednocześnie, że niektóre utwory, takie jak „All Secrets Known”, „Lesson Learned” czy „Private Hell”, są powrotem do tematów z poprzednich płyt zespołu. Na łamach „Classic Rocka” wyznał: „Piszę w określony sposób i to się nie zmieniło”. W wywiadzie dla „Billboard”, Kinney odniósł się do śmierci Staleya oraz tego, jaki wpływ miała ona na muzyków i proces tworzenia albumu: „Nie ma takiego dnia, w którym bym nie myślał o nim. Wiele wydarzyło się w naszym życiu od 1995. Żyjemy, nigdy nie rozmawialiśmy o tym, ani nie dyskutowaliśmy na forum publicznym. Nie tworzymy piosenek o szybkich samochodach i dziewczynach. To o czym piszemy, to okres mówiący o tym, co wydarzyło się w życiu każdego z nas od momentu ostatniej płyty. I o tym śpiewamy na tym albumie.
W „Check My Brain” Cantrell opisał swoją przeprowadzkę z Seattle do Los Angeles w 2003, przedstawiając ją w formie ironii połączonej z sarkazmem. Warstwa liryczna „Your Decision” opowiada o życiu w bólu i podejmowaniu właściwych decyzji. Tekst „A Looking in View” Cantrell podsumował: „W zasadzie opowiada o wielu rzeczach, które trzymamy, zaciskamy gdzieś w głębi siebie. Mówi o tym, że wiele osób spośród nas decyduje się pozostać ze swoimi problemami, czy nawet z samym sobą wewnątrz siebie. Rzadko kiedy się zdarza, że w sposób odważny otwieramy się na zewnątrz. To jest taki wspólny czynnik, który łączy nas wszystkich. To zabawne jak czasami potrafimy ze sobą zaciekle walczyć, nie dążąc wcale do porozumienia”. Utrzymany w melancholijnym tonie „Private Hell” stanowi nawiązanie do Layne’a Staleya, który przez lata walczył z uzależnieniem od narkotyków. Zamykająca album kompozycja „Black Gives Way to Blue”, mająca emocjonalny charakter, wyrażająca smutek i utratę, jest hołdem dla Staleya, złożonym przez zespół.

## Wydanie
Kinney przyznał, że „album sfinansowaliśmy z Jerrym z własnej kieszeni, bo wierzymy w ten materiał”. Inez dodał, że w trakcie nagrań, grupa nie była związana umową z żadną wytwórnią. „Pierwotnie płytę sfinansowaliśmy sobie sami, zanim wybraliśmy się z nią do wydawcy, ponieważ gdybyśmy ostatecznie uznali, że nie brzmi to wystarczająco dobrze, zawsze moglibyśmy wyciągnąć przysłowiową wtyczkę i nie być zobowiązanym wobec jakiejkolwiek wytwórni do wypuszczenia czegokolwiek na rynek. Może zabrzmi to dziwnie i bardzo zapobiegawczo, ale nie chcieliśmy nadszarpnąć dobrego zdania na temat naszej dotychczasowej spuścizny wypuszczając słaby album. Także wszystko robiliśmy metodą małych kroczków”.
Pod koniec kwietnia Steve Appleford z „Los Angeles Timesa” poinformował, że materiał ukaże się we wrześniu nakładem Virgin/EMI, kończąc tym samym 20-letnią współpracę z Columbia. 11 czerwca podano do wiadomości tytuł i datę premiery. 14 lipca muzycy zagrali w Ricardo Montalbán Theatre w Hollywood krótki, akustyczny występ, w trakcie którego wykonali „Your Decision”, „Black Gives Way to Blue” i „Down in a Hole”. Gościnnie z zespołem wystąpił Derek Sherinian. Po zakończeniu koncertu, za pośrednictwem systemu PA, odbył się przedpremierowy odsłuch płyty. 21 lipca w Hollywood odbył się drugi odsłuch. 12 sierpnia zaprezentowano okładkę albumu.
Premiera Black Gives Way to Blue odbyła się 29 września. W wersji iTunes dodano w formie bonusu dwa utwory. Album promowany był przez cztery single – „A Looking in View”, „Check My Brain”, „Your Decision” i „Lesson Learned”, z czego drugi i trzeci osiągnął najwyższą lokatę notowania „Billboardu” Mainstream Rock Songs. Do wszystkich singlowych kompozycji zostały zrealizowane teledyski.

## Odbiór

### Krytyczny
| Zagregowane recenzje | Zagregowane recenzje | Zagregowane recenzje | Zagregowane recenzje | Zagregowane recenzje |
| Wydawca              | Ocena                |                      |                      |                      |
| -------------------- | -------------------- | -------------------- | -------------------- | -------------------- |
| Metacritic           | 69/100               |                      |                      |                      |
| Recenzje             |                      |                      |                      |                      |
| Wydawca              | Ocena                |                      |                      |                      |
| AllMusic             | [ 2 ]                |                      |                      |                      |
| Blabbermouth.net     | 8.5/10               |                      |                      |                      |
| „The Boston Globe”   | [ 23 ]               |                      |                      |                      |
| „Classic Rock”       | [ 24 ]               |                      |                      |                      |
| „Kerrang!”           | [ 40 ]               |                      |                      |                      |
| „Metal Hammer”       | 10/10                |                      |                      |                      |
| PopMatters           | [ 25 ]               |                      |                      |                      |
| „Q”                  | [ 42 ]               |                      |                      |                      |
| „Rolling Stone”      | [ 43 ]               |                      |                      |                      |
| „Spin”               | [ 44 ]               |                      |                      |                      |
| „Teraz Rock”         | [ 28 ]               |                      |                      |                      |
| „Uncut”              | [ 45 ]               |                      |                      |                      |

Album w większości spotkał się z przychylnymi opiniami. Na podstawie ocen z recenzji na stronie Metacritic, zliczono średnią przedstawiającą przyjęcie przez medium krytyków. Black Gives Way to Blue osiągnął wynik 69/100, co pozwala sklasyfikować go jako „ogólnie przychylne recenzje”.
Stephen Thomas Erlewine z AllMusic zaznaczył, że nowy album, mimo wieloletniej przerwy, wciąż zachowuje charakterystyczne dla zespołu ciężkie i mroczne brzmienie. „Pomimo iż Alice in Chains nigdy nie będzie zespołem kojarzącym się z dobrym samopoczuciem, to jednak namacalne jest poczucie ulgi, że muzycy znów mogą grać razem jako kwartet”. Raziq Rauf z rozgłośni BBC Music podkreślił, że „skażony talent Staleya, nigdy nie zostanie zapomniany”, dodając: „Mimo monumentalnych przeszkód, Black Gives Way to Blue jest wielkim sukcesem”. Ryan Ogle z Blabbermouth.net przyznał albumowi osiem i pół gwiazdki w dziesięciostopniowej skali, uzasadniając: „Black Gives Way to Blue to uczciwe spojrzenie od wewnątrz, to jak dziś prezentuje się zespół. Przypomina w pewnym stopniu poprzednie albumy grupy, ale z zupełnie nowym doświadczeniem. Jest to album godny pochwały”. Sarah Rodman na łamach „The Boston Globe” podkreśliła, że kwartet wciąż zachowuje swoje charakterystyczne brzmienie, łącząc ciężkie i dynamiczne kompozycje z lekkimi, utrzymanymi w stylistyce muzyki akustycznej utworami. Autorka zwróciła uwagę, że pomimo iż na nowym wydawnictwie czuć jest „uzdrowienie i nadzieję”, to zawiera on wiele „mrocznych i ponurych przemyśleń”. Siân Llewellyn z „Classic Rocka” napisała: „Zespół sam przyznaje się w pierwszym utworze: «There’s no going back to the place we started from…» Ale mogą się poruszać dalej. I to właśnie Alice in Chains zrobili. Parafrazując powieść Dave’a Eggersa, jest to naprawdę oszałamiające [i bolesne] dzieło oszałamiającego geniuszu”.
Andrew Blackie z PopMatters przyznał: „Black Gives Way to Blue to warty album powrotny, zasługujący na te słowa. Biorąc jednak pod uwagę, że jest to pierwsza płyta Alice in Chains od 14 lat, nieodłącznym elementem wydania jest umieszczenie jej obok wcześniejszych nagrań grupy. To sprawia, że niestety jest to ich najsłabszy album od dłuższego czasu, brakuje werwy trzech pierwszych płyt [lub nawet minialbumów]”. Autor zauważył, że ukazująca serce okładka albumu może symbolizować „ożywione życie w nowym Alice in Chains, wyrywanego z popiołów”. Paul Brannigan z magazynu „Q” przyznał w swej ocenie, że jest to „wspaniały powrót”, podkreślając „zdumiewające melodie DuValla, które doskonale uzupełniają się z rytmami prowadzonymi przez Cantrella”. Agencja prasowa Reuters wyraziła pochlebną opinię: „Kwartet powraca z zestawem jedenastu utworów, które brzmią, jakby były nagrane podczas sesji w 1995. Nowy wokalista William DuVall ma ten sam rodzaj kadencji i wagi głosu co Staley, a co ważniejsze, jego wokalna mieszanka z gitarami Cantrella zapewnia, że ten integralny harmoniczny znak towarowy pozostaje nienaruszony”. Christian Hoard z „Rolling Stone’a” zauważył, że album jest wypełniony mocną, energiczną i gitarową muzyką, czyli taką, z jakiej zespół słynął przed laty. Autor przyznał, że kompozycję „Check My Brain” „śmiało można zakwalifikować do największych hitów zespołu”. Kenny Herzog na łamach „Spin” pochwalił wokal DuValla w „Private Hell”, a także wyróżnił kompozycję „Check My Brain”, w której, jego zdaniem, słychać jest echa dawnego Alice in Chains. Brytyjski „Uncut” przyznał: „Dźwięk jest wciąż pełen groźby, melodii i zagłady, klin pełen znaków towarowych, ciężkich riffów Cantrella”.

### Komercyjny
W pierwszym tygodniu od premiery Black Gives Way to Blue uzyskał nakład sprzedaży na poziomie 3 tys. 517 kopii w Australii i 126. tys. egzemplarzy w Stanach Zjednoczonych. 17 października zadebiutował na 5. pozycji w zestawieniu Billboard 200, utrzymując się na liście przez 32 tygodnie. Album uplasował się na czołowych lokatach list przebojów w Australii (12. pozycja), Norwegii (9. miejsce), Nowej Zelandii (7. lokata) i Wielkiej Brytanii (19. miejsce). 19 lutego 2010 Black Gives Way to Blue przekroczył w Kanadzie próg 40 tys. sprzedanych egzemplarzy, uzyskując certyfikat złotej płyty, przyznanej przez organizację Music Canada (MC). 18 maja płyta pokryła się złotem w Stanach Zjednoczonych, za sprzedaż 500 tys. kopii. Certyfikat został przyznany przez zrzeszenie Recording Industry Association of America (RIAA).

### Nagrody i nominacje
8 kwietnia 2010, podczas pierwszej gali rozdania Revolver Golden Gods Award w klubie Nokia, Black Gives Way to Blue został nagrodzony statuetką w kategorii Album of the Year. 19 kwietnia płyta zdobyła nagrodę polskiego przemysłu fonograficznego Fryderyk dla najlepszego albumu zagranicznego. W latach 2010 i 2011 utwory „Check My Brain” i „A Looking in View” uzyskały nominacje do nagrody Grammy w kategorii Best Hard Rock Performance.

### Zestawienia
| Rok  | Tytuł                              | Publikacja     | Pozycja |
| ---- | ---------------------------------- | -------------- | ------- |
| 2009 | „50 najlepszych albumów 2009 roku” | „Metal Hammer” | 2       |
| 2009 | „20 najlepszych albumów 2009 roku” | „Kerrang!”     | 2       |

## Promocja

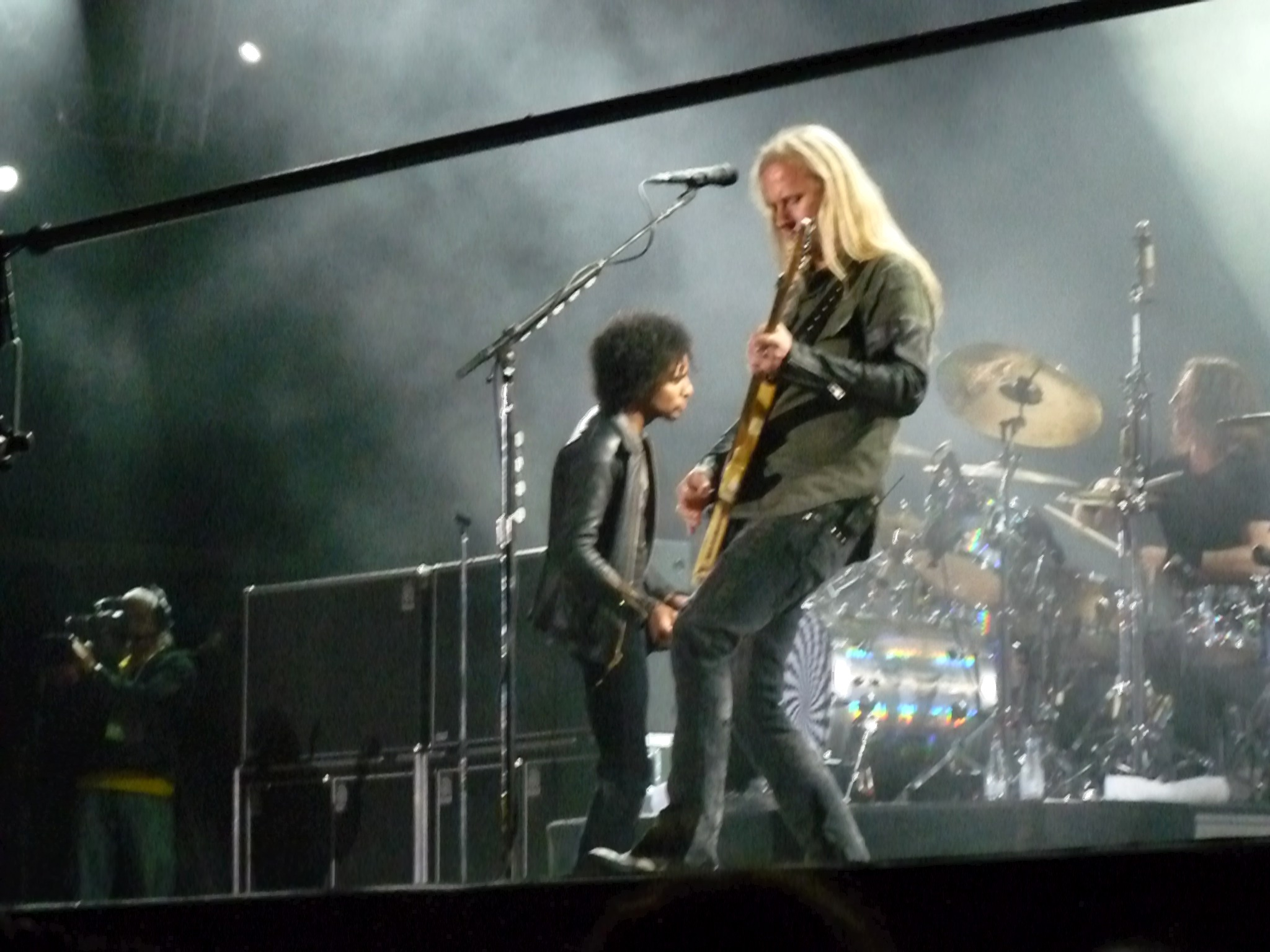
Alice in Chains, 9 lipca 2010

Zespół rozpoczął aktywne koncertowanie przed premierą albumu, uczestnicząc między innymi na przełomie lutego i marca u boku Bloodhound Gang i Nine Inch Nails w australijskim Soundwave Festival. Od maja do sierpnia grupa zagrała krótką trasę po Stanach Zjednoczonych i Europie, występując na wielu festiwalach, takich jak Rock on the Range, brytyjskiej edycji Sonisphere Festival i supportując Metallikę w ramach World Magnetic Tour.
4 września, koncertem w Waszyngtonie, zespół zainaugurował trasę Black Gives Way to Blue Tour, grając w Stanach Zjednoczonych i kontynencie europejskim. Muzycy występowali między innymi na festiwalach Rock am Ring w Niemczech, Sonisphere i Nova Rock Festival w Austrii. 10 listopada zagrali w programie Later... with Jools Holland, wykonując „Check My Brain”, „Black Gives Way to Blue” i „Lesson Learned”.
16 września 2010 muzycy Alice in Chains wraz z Deftones i Mastodon zainicjowali minitournée Blackdiamondskye, obejmujące miasta Stanów Zjednoczonych. 8 października grupa zagrała koncert w KeyArena w Seattle, który został zarejestrowany w formacie 3D. Trasa zakończyła się 16 października występem w Las Vegas.

## Lista utworów
| Edycja podstawowa | Edycja podstawowa         | Edycja podstawowa                           | Edycja podstawowa |
| Nr                | Tytuł utworu              | Autorzy                                     | Długość           |
| ----------------- | ------------------------- | ------------------------------------------- | ----------------- |
| 1.                | „All Secrets Known”       | Jerry Cantrell                              | 4:43              |
| 2.                | „Check My Brain”          | Cantrell                                    | 3:58              |
| 3.                | „Last of My Kind”         | Cantrell • William DuVall                   | 5:53              |
| 4.                | „Your Decision”           | Cantrell                                    | 4:43              |
| 5.                | „A Looking in View”       | Cantrell • Mike Inez • Sean Kinney • DuVall | 7:06              |
| 6.                | „When the Sun Rose Again” | Cantrell                                    | 4:00              |
| 7.                | „Acid Bubble”             | Cantrell                                    | 6:56              |
| 8.                | „Lesson Learned”          | Cantrell                                    | 4:17              |
| 9.                | „Take Her Out”            | Cantrell                                    | 4:00              |
| 10.               | „Private Hell”            | Cantrell                                    | 5:38              |
| 11.               | „Black Gives Way to Blue” | Cantrell                                    | 3:04              |
|                   |                           |                                             | 54:18             |

| Edycja iTunes | Edycja iTunes                         | Edycja iTunes                     | Edycja iTunes |
| Nr            | Tytuł utworu                          | Autorzy                           | Długość       |
| ------------- | ------------------------------------- | --------------------------------- | ------------- |
| 1.            | „All Secrets Known”                   | Cantrell                          | 4:43          |
| 2.            | „Check My Brain”                      | Cantrell                          | 3:58          |
| 3.            | „Last of My Kind”                     | Cantrell • DuVall                 | 5:53          |
| 4.            | „Your Decision”                       | Cantrell                          | 4:43          |
| 5.            | „A Looking in View”                   | Cantrell • Inez • Kinney • DuVall | 7:06          |
| 6.            | „When the Sun Rose Again”             | Cantrell                          | 4:00          |
| 7.            | „Acid Bubble”                         | Cantrell                          | 6:56          |
| 8.            | „Lesson Learned”                      | Cantrell                          | 4:17          |
| 9.            | „Take Her Out”                        | Cantrell                          | 4:00          |
| 10.           | „Private Hell”                        | Cantrell                          | 5:38          |
| 11.           | „Black Gives Way to Blue”             | Cantrell                          | 3:04          |
| 12.           | „Black Gives Way to Blue” (piano mix) | Cantrell                          | 3:01          |
| 13.           | „Your Decision” (wersja koncertowa)   | Cantrell                          | 4:48          |
|               |                                       |                                   | 1:02:07       |

| Edycja japońska | Edycja japońska                      | Edycja japońska                   | Edycja japońska |
| Nr              | Tytuł utworu                         | Autorzy                           | Długość         |
| --------------- | ------------------------------------ | --------------------------------- | --------------- |
| 1.              | „All Secrets Known”                  | Cantrell                          | 4:43            |
| 2.              | „Check My Brain”                     | Cantrell                          | 3:58            |
| 3.              | „Last of My Kind”                    | Cantrell • DuVall                 | 5:53            |
| 4.              | „Your Decision”                      | Cantrell                          | 4:43            |
| 5.              | „A Looking in View”                  | Cantrell • Inez • Kinney • DuVall | 7:06            |
| 6.              | „When the Sun Rose Again”            | Cantrell                          | 4:00            |
| 7.              | „Acid Bubble”                        | Cantrell                          | 6:56            |
| 8.              | „Lesson Learned”                     | Cantrell                          | 4:17            |
| 9.              | „Take Her Out”                       | Cantrell                          | 4:00            |
| 10.             | „Private Hell”                       | Cantrell                          | 5:38            |
| 11.             | „Black Gives Way to Blue”            | Cantrell                          | 3:04            |
| 12.             | „Down in a Hole” (wersja koncertowa) | Cantrell                          | 6:46            |
|                 |                                      |                                   | 1:01:04         |

## Personel
Opracowano na podstawie materiału źródłowego:
|  | Alice in Chains - William DuVall – śpiew, gitara rytmiczna, gitara akustyczna, wokal wspierający - Jerry Cantrell – śpiew, gitara rytmiczna, gitara prowadząca, gitara akustyczna, wokal wspierający - Mike Inez – gitara basowa - Sean Kinney – perkusja Muzycy sesyjni - Chris Armstrong – tabla (6) - Elton John – fortepian (11) - Lisa Coleman – wibrafon (11) - Stevie Blacke – aranżacja smyczków, inżynier dźwięku (4, 10) | Produkcja - Producent muzyczny: Nick Raskulinecz - Inżynier dźwięku: Nick Raskulinecz, Paul Figueroa, asystenci: Kevin Mills, Martin Cooke, asystent techniczny: John Lousteau - Miksowanie: Randy Staub w Henson Recording Studios, Los Angeles oraz The Warehouse Studio, Vancouver - Mastering: Ted Jensen w Sterling Sound, Nowy Jork Oprawa graficzna - Dyrektor artystyczny: Matt Taylor, Alice in Chains - Design: Varnish Studio Inc. - Ilustracje: Emmanuel Polanco - Zdjęcia: Rocky Schenck, zdjęcia zespołu: James Minchen III Management - Management: Susan Silver Management oraz Velvet Hammer Music and Management Group |

## Pozycje na listach i certyfikaty
| Lista (2009)                                         | Pozycja |
| ---------------------------------------------------- | ------- |
| Alben Top 100 (Szwajcaria)                           | 21      |
| Album Top 100 (Holandia)                             | 34      |
| Album Top 40 (Dania)                                 | 13      |
| Albums Chart Top 100 (Szkocja)                       | 20      |
| Billboard 200 (Stany Zjednoczone)                    | 5       |
| Billboard Canadian Albums (Kanada)                   | 4       |
| Billboard Top Alternative Albums (Stany Zjednoczone) | 3       |
| Billboard Top Digital Albums (Stany Zjednoczone)     | 3       |
| Billboard Top Hard Rock Albums (Stany Zjednoczone)   | 2       |
| Finland Albums Top 50 (Finlandia)                    | 11      |
| France Albums Top 150 (Francja)                      | 46      |
| Italy Albums Top 100 (Włochy)                        | 32      |
| Mexico Albums Top 100 (Meksyk)                       | 88      |
| NZ Top 40 Albums Chart (Nowa Zelandia)               | 7       |
| Official Albums Chart Top 100 (Wielka Brytania)      | 19      |
| OLiS (Polska)                                        | 16      |
| Oricon Albums Chart (Japonia)                        | 61      |
| Spain Albums Top 100 (Hiszpania)                     | 54      |
| Sverigetopplistan (Szwecja)                          | 20      |
| Top 100 Album Charts (Niemcy)                        | 21      |
| Top 50 Albums (Australia)                            | 4       |
| Top 50 Prodejní (Czechy)                             | 17      |
| Top 75 Artist Album (Irlandia)                       | 21      |
| Top of the Shops (Chorwacja)                         | 17      |
| Topp 40 Album (Norwegia)                             | 9       |
| Ultratop 200 Albums (Belgia)                         | 26      |
| Ultratop 200 Albums (Wa) (Belgia)                    | 31      |
| Ö3 Austria Top 40 (Austria)                          | 14      |

| Lista (2010)                      | Pozycja |
| --------------------------------- | ------- |
| Billboard 200 (Stany Zjednoczone) | 174     |

| Rok                                            | Singel              | Najwyższa pozycja | Najwyższa pozycja     | Najwyższa pozycja         | Najwyższa pozycja | Najwyższa pozycja |
| Rok                                            | Singel              | USA               | USA Alternative Songs | USA Mainstream Rock Songs | CAN               |                   |
| ---------------------------------------------- | ------------------- | ----------------- | --------------------- | ------------------------- | ----------------- | ----------------- |
| 2009                                           | „A Looking in View” | –                 | 38                    | 12                        | –                 |                   |
| 2009                                           | „Check My Brain”    | 92                | 1                     | 1                         | 62                |                   |
| 2009                                           | „Your Decision”     | 109               | 4                     | 1                         | 57                |                   |
| 2010                                           | „Lesson Learned”    | –                 | 25                    | 4                         | –                 |                   |
| „–” oznacza, że utwór nie dostał się na listę. |                     |                   |                       |                           |                   |                   |

| Państwo                  | Certyfikacja | Sprzedaż |
| ------------------------ | ------------ | -------- |
| Kanada (MC)              | złota płyta  | 40 000+  |
| Stany Zjednoczone (RIAA) | złota płyta  | 500 000+ |